# 북대서양 조약 기구 사무총장
북대서양 조약 기구 사무총장은  북대서양 조약 기구 (NATO)의 북대서양 조약 기구 군사위원회 위원장, 유럽동맹군최고사령관 등과 함께 나토의 최고 임원 중 한 명이다. 사무총장은 나토의 국제 참모들을 이끌고, 북대서양이사회와 동맹의 대부분의 주요 위원회의 회의를 주재하며, 나토의 대변인 역할을 하는 국제 외교관이다. 하나 정치적, 군사적, 전략적 결정은 궁극적으로 회원국들에게 달려 있기에 사무총장은 군사 지휘 역할을 하지 않는다.
현 사무총장은 2024년 10월 1일에 취임한 마르크 뤼터 전 네덜란드 총리이다.

## 역사
북대서양 조약 제9조는 나토 회원국들에게 "각자가 대표될 이사회를 설립하라"고 명시하고 있다. 이에 따라 북대서양이사회가 설립되었다. 처음에는 나토 회원국의 외무장관들로 구성이 되었으며 매년 회의를 가졌다. 1950년 5월, 하루하루 보다 긴밀한 조율을 원하는 욕구로 인해 런던을 영구적인 거점으로 하고 조직의 운영을 감독하는 이사회 의원들을 임명했다. 이로 성립된 대의원 의장은 모든 민간 기관을 포함한 "조직과 업무를 지휘하는" 책임이 부여되었다.
의원들은 북대서양이사회 내에서 완전한 의사 결정 권한을 부여 받았지만, 간혹 그들의 업무는 나토의 외무장관 회의로 대체되었다.
1950년 7월 25일, 이사회는 첫 회의를 가졌고, 찰스 스포포드를 의장으로 선출했다. 이사회 의원들의 설립에 따라 몇 가지 중요한 조직적 변화가 있었는데, 특히 유럽동맹군최고사령관 아래 통일된 군사 지휘부를 수립한 것이 가장 두드러졌다. 이러한 통일과 나토가 직면한 도전은 조직의 빠른 성장을 이끌었다.
1951년 나토는 관료 체제를 간소화하고 중앙집권화하기 위해 재조직되었다. 조직의 일부로서, 이사회 의원들에게 외교 문제 뿐만 아니라 국방과 재정에 관련된 모든 문제에 있어서 그들을 대표할 수 있는 권한을 위임하여, 그들의 권력과 중요성을 크게 증가시켰다.
의원들의 권한이 증가하고 조직의 규모가 커짐에 따라, 나토는 윌리엄 애버렐 해리먼이 의장을 맡는 임시 이사회 위원회를 설립하였다. 이 단체는 나토의 관료 체제를 지휘하기 위해 파리에 공식 사무국을 설립했다. 또한 위원회는 "나토의 기관들을 강화하고 조정할 필요가 있다"고 권고했으며, 북대서양이사회 의장이 아닌 다른 사람이 동맹의 고위 지도자가 되어야 한다고 강조했다.
1952년 2월, 북대서양의사회는 사무총장 직위를 신설하여 조직의 모든 민간 기관을 관리하고, 임원들을 통제하며, 북대서양의사회에 봉사하도록 하였다.
리스본 회의 이후 나토 국가들은 사무총장의 역할을 수행하기에 적합한 인물을 찾기 시작했다. 처음에 미국 주재 영국 대사 올리버 프랭크스에게 제안을 했지만, 그는 거절했다. 1952년 3월 12일, 북대서양이사회는 제2차 세계 대전의 장군이자 영국 내각의 영연방 관계 장관인 헤스팅스 이즈메이를 사무총장으로 선출했다. 헤스팅스 이즈메이는 전쟁에서 높은 계급과 "윈스턴 처칠의 곁"에서의 그의 역할로 선출되었다.
하나 북대서양이사회 의장을 지낸 사무총장 후임들과 달리, 헤스팅스 이즈메이는 이사회 부의장으로 임명되었고, 찰스 스포포드는 계속해서 의장을 맡았다.
헤스팅스 이즈메이는 군인으로서 그리고 외교관으로서 그의 지위에 특별한 자격이 있다고 여겨졌고, 모든 나토 국가들의 전폭적인 지지를 누렸다.
몇 달 후, 찰스 스포포드가 나토에서 퇴임을 한 후, 북대서양이사회의 구조는 약간 바뀌었다. 이사회 회원 중 1명이 매년 북대서양이사회 의장(대부분 의례적인 역할)으로 선출되었고, 사무총장은 공식적으로 이사회 부의장과 회의의 의장이 되었다.
1957년 5월, 헤스팅스 이즈메이는 퇴임할 때까지 사무총장을 지냈다.
헤스팅스 이즈메이에 이어 국제 외교관이자 벨기에의 전 총리인 폴앙리 스파크가 제2대 사무총장으로 발탁됐다. 헤스팅스 이즈메이와 달리 폴앙리 스파크는 군사 경험이 없었기 때문에, 그의 임명은 "대서양 동맹의 엄격한 군사적 측면"을 그 전만큼 강조하지 않는 것이었다.1956년 12월, 나토 외무장관 회의에서 폴앙리 스파크의 임명을 확정할 때, 북대서양이사회는 기구에서 사무총장의 역할도 확대했다. 동맹 내 관계를 긴장시킨 수에즈 위기로 인해 의회는 "사무총장이 언제든지 분쟁에 연루된 회원국 정부에 비공식적으로 사무총장의 고급 관리들을 제공할 수 있도록 허용하고, 조사, 조정 또는 중재 절차를 시작하거나 촉진하는 데 동의"하는 결의안을 발표했다.

### 사무총장

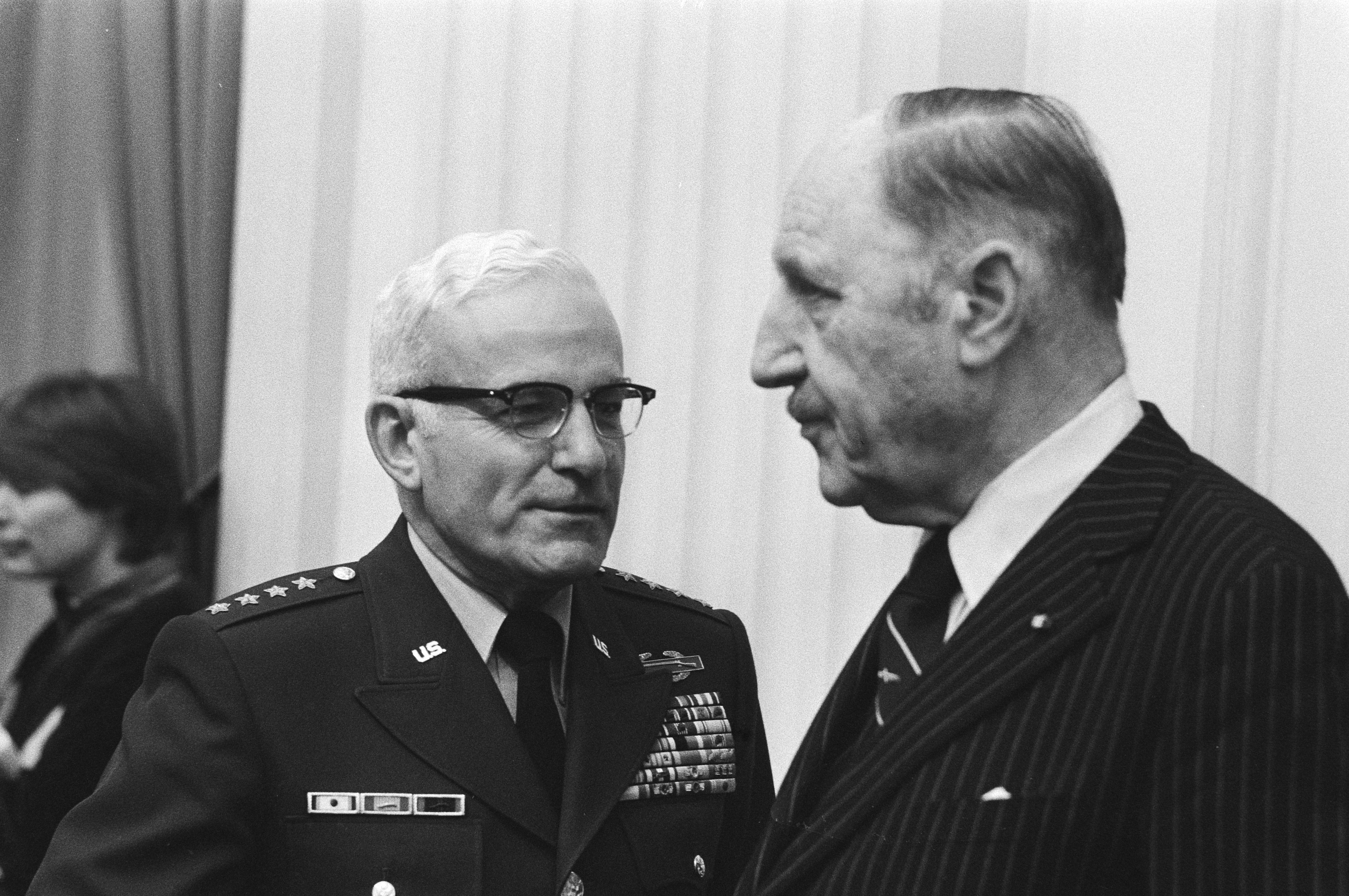
1983년 1월 13일, 유럽동맹군최고사령관(SACEUR) 버나드 W. 로저스와 조셉 륀스 사무총장

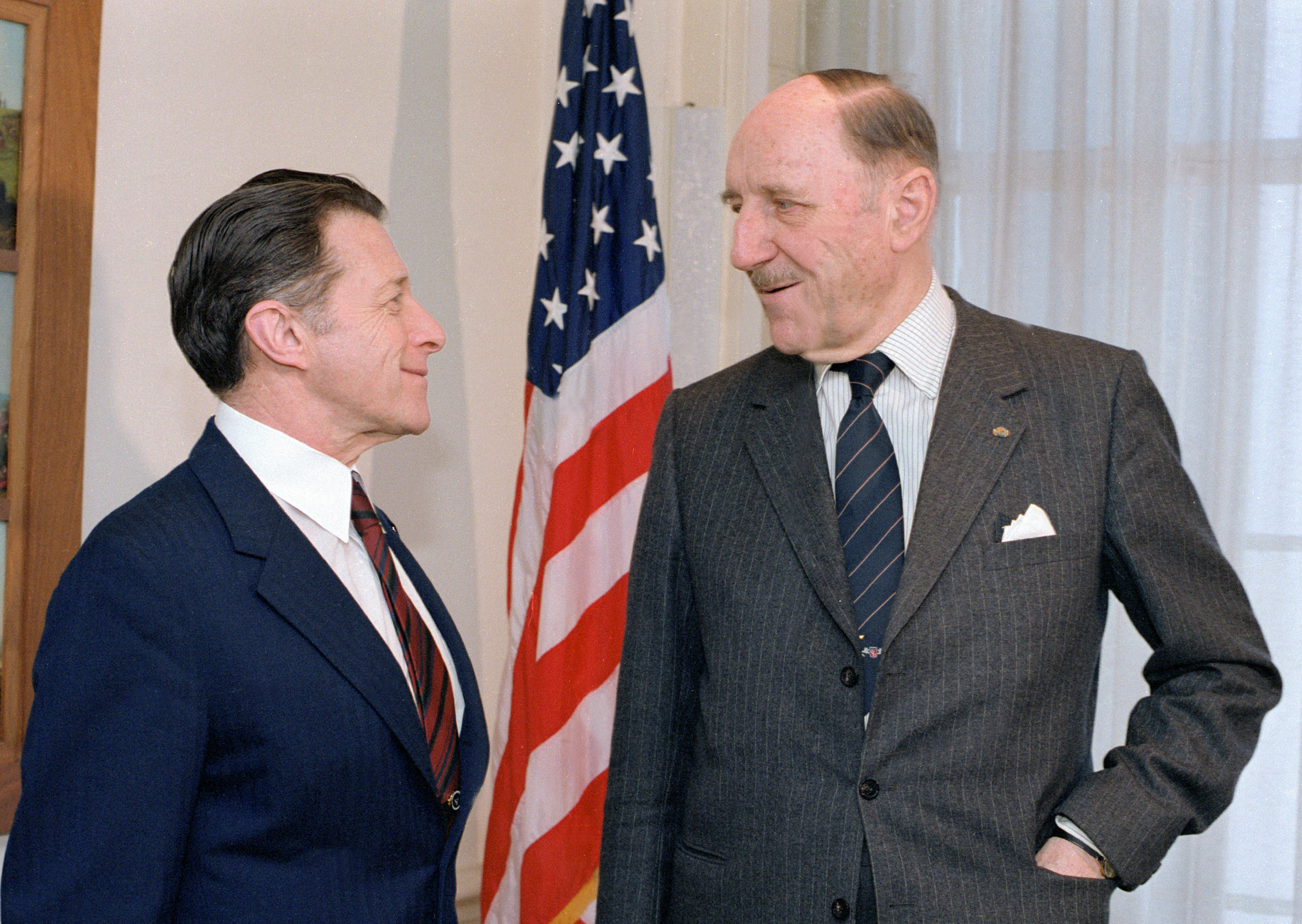
1983년 5월 25일, 미국 국방부 장관 캐스퍼 와인버거와 조셉 륀스 사무총장

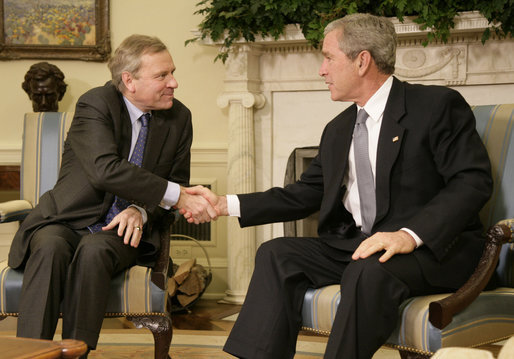
2006년 10월 27일, 야프 더 호프 스헤퍼르 사무총장과 조지 W. 부시 미국 대통령

1952년 4월 4일, 나토 회원국들은 초대 사무총장을 선출했다. 그 이후 다른 12명의 외교관들이 잇따라서  공식적으로 사무총장을 맡았다.
총 8개 국가(영국 3명, 네덜란드 3명, 벨기에 2명, 이탈리아 1명, 독일 1명, 스페인 1명, 덴마크 1명, 노르웨이 1명)로부터 대표가 선출되었으며, 사무총장 직무대행도 3차례에 걸쳐 선임되었다.

#### 사무총장 목록:
| #  | 인물 사진 | 사무총장                          | 취임             | 퇴임             | 전 직책                     | 국가     |
| -- | --------- | --------------------------------- | ---------------- | ---------------- | --------------------------- | -------- |
| 1  |           | 헤스팅스 이즈메이                 | 1952년 3월 24일  | 1957년 5월 16일  | 영연방 관계 장관            | 영국     |
| 2  |           | 폴앙리 스파크                     | 1957년 5월 16일  | 1961년 4월 21일  | 벨기에 총리                 | 벨기에   |
| 3  |           | 디르크 스티커르                   | 1961년 4월 21일  | 1964년 8월 1일   | 네덜란드 외무 장관          | 네덜란드 |
| 4  |           | 만리오 브로시오                   | 1964년 8월 1일   | 1971년 10월 1일  | 영국 대사                   | 이탈리아 |
| 5  |           | 조셉 륀스                         | 1971년 10월 1일  | 1984년 6월 25일  | 네덜란드 외무장관           | 네덜란드 |
| 6  |           | 피터 캐링턴                       | 1984년 6월 25일  | 1988년 7월 1일   | 영연방 관계 장관            | 영국     |
| 7  |           | 만프레트 뵈르너                   | 1988년 7월 1일   | 1994년 8월 13일  | 독일 국방 장관              | 독일     |
| -  |           | 세르조 발란치노 (직무대행)        | 1994년 8월 13일  | 1994년 10월 17일 | 북대서양 조약 기구 사무차장 | 이탈리아 |
| 8  |           | 윌리 클라에스                     | 1994년 10월 17일 | 1995년 10월 20일 | 벨기에 외무장관             | 벨기에   |
| -  |           | 세르조 발란치노 (직무대행)        | 1995년 10월 20일 | 1995년 12월 5일  | 북대서양 조약 기구 사무차장 | 이탈리아 |
| 9  |           | 하비에르 솔라나                   | 1995년 12월 5일  | 1999년 10월 14일 | 스페인 외무장관             | 스페인   |
| 10 |           | 조지 로버트스톤                   | 1999년 10월 14일 | 2003년 12월 17일 | 영국 국방 장관              | 영국     |
| -  |           | 알레산드로 미누토 리조 (직무대행) | 2003년 12월 17일 | 2004년 1월 1일   | 북대서양 조약 기구 사무차장 | 이탈리아 |
| 11 |           | 야프 더 호프 스헤퍼르             | 2004년 1월 1일   | 2009년 8월 1일   | 네덜란드 외무장관           | 네덜란드 |
| 12 |           | 아네르스 포그 라스무센            | 2009년 8월 1일   | 2014년 10월 1일  | 덴마크 총리                 | 덴마크   |
| 13 |           | 옌스 스톨텐베르그                 | 2014년 10월 1일  | 2024년 10월 1일  | 노르웨이 총리               | 노르웨이 |
| 14 |           | 마르크 뤼터                       | 2024년 10월 1일  | 재임 중          | 네덜란드 총리               | 네덜란드 |

### 전 사무총장 근황
현재 5명의 전 나토 사무총장이 활동하고 있다. 가장 최근에 별세한 사무총장은 피터 캐링턴이다.
- 윌리 클라에스 (1994년–1995년, 1938년 출생), 83세
- 하비에르 솔라나 (1995년–1999년, 1942년 출생), 80세
- 조지 로버트스톤 (1999년–2003년, 1946년 출생), 76세
- 야프 더 호프 스헤퍼르(2004년–2009년, 1948년 출생), 74세
- 아네르스 포그 라스무센(2009년–2014년, 1953년 출생), 69세

## 의무
사무총장은 나토의 여러 고위 의사결정기구의 의장을 맡고 있다. 북대서양이사회 외에도 나토의 주요 군사 조직 중 하나인 국방기획위원회와 핵기획위원회의 의장을 맡고 있다. 또한 사무총장은 유럽-대서양 동반자관계이사회, 지중해 협력 그룹을 이끌며, 상설합동위원회와 북대서양조약기구-우크라이나 위원회의 공동 의장을 맡고 있다.
사무총장은 나토의 국제 참모들과 사무총장실을 지휘하며 조직을 이끄는 역할을 한다. 이는 나토의 모든 회원국에서 인력을 끌어 모으기 때문에 사무총장은 신중할 필요가 있다.
또한 사무총장 자신의 직무에 대한 도움이 필요할 경우 조직 내 임명하는 대리인을 둘 수 있다.
나토 군사령부 구조는 국제 군사 참모부가 지휘하는 두 개의 전략적 사령부로 구성된다:
유럽동맹군최고사령관(SACEUR)의 명령 하에 브룬숨 연합합동군사령부 , 나폴리 연합합동군사령부, 노퍽 합동군사령부는 임무 및 작전 수준의 사령부이며, 합동공군사령부 본부, 합동해군사령부, 합동육군사령부는 전술 및 전략 수준의 사령부이다. 또한 SACEUR은 합동지원활성화사령부의 작전 지휘권을 가지고 있다.
연락 담당자:       북대서양이사회 (NAC)에 조언 및 지원을 제공
| 정치 전략 수준:                                |                                          |                                                                            |                                                                            |                                                                            |                                                                            |                                                                            |                                                                            |                                            |                                            |                                                                 |                                                                 |                                                                 |                                                                 |                                                                 |                                                                 |                                     |                                     |                            |                            |
|                                                |                                          |                                                                            |                                                                            |                                                                            |                                                                            | 북대서양이사회                                                             |                                                                            |                                            |                                            |                                                                 |                                                                 |                                                                 |                                                                 |                                                                 |                                                                 |                                     |                                     |                            |                            |
|                                                |                                          |                                                                            |                                                                            |                                                                            |                                                                            |                                                                            |                                                                            |                                            |                                            |                                                                 |                                                                 |                                                                 |                                                                 |                                                                 |                                                                 |                                     |                                     |                            |                            |
|                                                |                                          |                                                                            |                                                                            |                                                                            |                                                                            | 북대서양 조약 기구 사무총장 벨기에, 브뤼셀                                 | 북대서양 조약 기구 사무총장 벨기에, 브뤼셀                                 | 북대서양 조약 기구 사무총장 벨기에, 브뤼셀 | 북대서양 조약 기구 사무총장 벨기에, 브뤼셀 | 북대서양 조약 기구 사무총장 벨기에, 브뤼셀                      | 북대서양 조약 기구 사무총장 벨기에, 브뤼셀                      |                                                                 |                                                                 | 국제 참모부 벨기에, 브뤼셀                                      | 국제 참모부 벨기에, 브뤼셀                                      | 국제 참모부 벨기에, 브뤼셀          | 국제 참모부 벨기에, 브뤼셀          | 국제 참모부 벨기에, 브뤼셀 | 국제 참모부 벨기에, 브뤼셀 |
|                                                |                                          |                                                                            |                                                                            |                                                                            |                                                                            | 북대서양 조약 기구 사무총장 벨기에, 브뤼셀                                 | 북대서양 조약 기구 사무총장 벨기에, 브뤼셀                                 | 북대서양 조약 기구 사무총장 벨기에, 브뤼셀 | 북대서양 조약 기구 사무총장 벨기에, 브뤼셀 | 북대서양 조약 기구 사무총장 벨기에, 브뤼셀                      | 북대서양 조약 기구 사무총장 벨기에, 브뤼셀                      |                                                                 |                                                                 | 국제 참모부 벨기에, 브뤼셀                                      | 국제 참모부 벨기에, 브뤼셀                                      | 국제 참모부 벨기에, 브뤼셀          | 국제 참모부 벨기에, 브뤼셀          | 국제 참모부 벨기에, 브뤼셀 | 국제 참모부 벨기에, 브뤼셀 |
| 군사 전략 수준:                                |                                          |                                                                            |                                                                            |                                                                            |                                                                            |                                                                            |                                                                            |                                            |                                            |                                                                 |                                                                 |                                                                 |                                                                 |                                                                 |                                                                 |                                     |                                     |                            |                            |
|                                                |                                          |                                                                            |                                                                            |                                                                            |                                                                            | 북대서양 조약 기구 군사위원회 위원장 국제 군사 참모부벨기에, 브뤼셀        |                                                                            |                                            |                                            |                                                                 |                                                                 |                                                                 |                                                                 |                                                                 |                                                                 |                                     |                                     |                            |                            |
|                                                |                                          |                                                                            |                                                                            |                                                                            |                                                                            |                                                                            |                                                                            |                                            |                                            |                                                                 |                                                                 |                                                                 |                                                                 |                                                                 |                                                                 |                                     |                                     |                            |                            |
|                                                |                                          |                                                                            |                                                                            |                                                                            |                                                                            |                                                                            |                                                                            |                                            |                                            |                                                                 |                                                                 |                                                                 |                                                                 |                                                                 |                                                                 |                                     |                                     |                            |                            |
|                                                |                                          | 유럽동맹군최고사령관 (동맹작전사령부, 유럽 연합군 최고사령부) 벨기에, 몽스 | 유럽동맹군최고사령관 (동맹작전사령부, 유럽 연합군 최고사령부) 벨기에, 몽스 | 유럽동맹군최고사령관 (동맹작전사령부, 유럽 연합군 최고사령부) 벨기에, 몽스 | 유럽동맹군최고사령관 (동맹작전사령부, 유럽 연합군 최고사령부) 벨기에, 몽스 | 유럽동맹군최고사령관 (동맹작전사령부, 유럽 연합군 최고사령부) 벨기에, 몽스 | 유럽동맹군최고사령관 (동맹작전사령부, 유럽 연합군 최고사령부) 벨기에, 몽스 |                                            |                                            | 연합변혁사령부 (연합변혁사령부, 연합변혁사령부 본부) 미국, 노퍽 | 연합변혁사령부 (연합변혁사령부, 연합변혁사령부 본부) 미국, 노퍽 | 연합변혁사령부 (연합변혁사령부, 연합변혁사령부 본부) 미국, 노퍽 | 연합변혁사령부 (연합변혁사령부, 연합변혁사령부 본부) 미국, 노퍽 | 연합변혁사령부 (연합변혁사령부, 연합변혁사령부 본부) 미국, 노퍽 | 연합변혁사령부 (연합변혁사령부, 연합변혁사령부 본부) 미국, 노퍽 |                                     |                                     |                            |                            |
| 임무 및 작전 수준:                             |                                          | 유럽동맹군최고사령관 (동맹작전사령부, 유럽 연합군 최고사령부) 벨기에, 몽스 | 유럽동맹군최고사령관 (동맹작전사령부, 유럽 연합군 최고사령부) 벨기에, 몽스 | 유럽동맹군최고사령관 (동맹작전사령부, 유럽 연합군 최고사령부) 벨기에, 몽스 | 유럽동맹군최고사령관 (동맹작전사령부, 유럽 연합군 최고사령부) 벨기에, 몽스 | 유럽동맹군최고사령관 (동맹작전사령부, 유럽 연합군 최고사령부) 벨기에, 몽스 | 유럽동맹군최고사령관 (동맹작전사령부, 유럽 연합군 최고사령부) 벨기에, 몽스 |                                            |                                            | 연합변혁사령부 (연합변혁사령부, 연합변혁사령부 본부) 미국, 노퍽 | 연합변혁사령부 (연합변혁사령부, 연합변혁사령부 본부) 미국, 노퍽 | 연합변혁사령부 (연합변혁사령부, 연합변혁사령부 본부) 미국, 노퍽 | 연합변혁사령부 (연합변혁사령부, 연합변혁사령부 본부) 미국, 노퍽 | 연합변혁사령부 (연합변혁사령부, 연합변혁사령부 본부) 미국, 노퍽 | 연합변혁사령부 (연합변혁사령부, 연합변혁사령부 본부) 미국, 노퍽 |                                     |                                     |                            |                            |
| 브룬숨 연합합동군사령부 네덜란드, 브룬숨       | 브룬숨 연합합동군사령부 네덜란드, 브룬숨 | 브룬숨 연합합동군사령부 네덜란드, 브룬숨                                   | 브룬숨 연합합동군사령부 네덜란드, 브룬숨                                   | 브룬숨 연합합동군사령부 네덜란드, 브룬숨                                   | 브룬숨 연합합동군사령부 네덜란드, 브룬숨                                   |                                                                            |                                                                            |                                            |                                            |                                                                 |                                                                 | 합동전투센터 노르웨이, 스타방에르                               | 합동전투센터 노르웨이, 스타방에르                               | 합동전투센터 노르웨이, 스타방에르                               | 합동전투센터 노르웨이, 스타방에르                               | 합동전투센터 노르웨이, 스타방에르   | 합동전투센터 노르웨이, 스타방에르   |                            |                            |
| 브룬숨 연합합동군사령부 네덜란드, 브룬숨       | 브룬숨 연합합동군사령부 네덜란드, 브룬숨 | 브룬숨 연합합동군사령부 네덜란드, 브룬숨                                   | 브룬숨 연합합동군사령부 네덜란드, 브룬숨                                   | 브룬숨 연합합동군사령부 네덜란드, 브룬숨                                   | 브룬숨 연합합동군사령부 네덜란드, 브룬숨                                   |                                                                            |                                                                            |                                            |                                            |                                                                 |                                                                 | 합동전투센터 노르웨이, 스타방에르                               | 합동전투센터 노르웨이, 스타방에르                               | 합동전투센터 노르웨이, 스타방에르                               | 합동전투센터 노르웨이, 스타방에르                               | 합동전투센터 노르웨이, 스타방에르   | 합동전투센터 노르웨이, 스타방에르   |                            |                            |
|                                                |                                          |                                                                            |                                                                            |                                                                            |                                                                            |                                                                            |                                                                            |                                            |                                            |                                                                 |                                                                 |                                                                 |                                                                 |                                                                 |                                                                 |                                     |                                     |                            |                            |
| 합동공군사령부 독일, 람슈타인                  | 합동공군사령부 독일, 람슈타인            | 합동공군사령부 독일, 람슈타인                                              | 합동공군사령부 독일, 람슈타인                                              | 합동공군사령부 독일, 람슈타인                                              | 합동공군사령부 독일, 람슈타인                                              |                                                                            |                                                                            |                                            |                                            |                                                                 |                                                                 | 합동분석학습센터 포르투갈, 리스본                               | 합동분석학습센터 포르투갈, 리스본                               | 합동분석학습센터 포르투갈, 리스본                               | 합동분석학습센터 포르투갈, 리스본                               | 합동분석학습센터 포르투갈, 리스본   | 합동분석학습센터 포르투갈, 리스본   |                            |                            |
| 합동공군사령부 독일, 람슈타인                  | 합동공군사령부 독일, 람슈타인            | 합동공군사령부 독일, 람슈타인                                              | 합동공군사령부 독일, 람슈타인                                              | 합동공군사령부 독일, 람슈타인                                              | 합동공군사령부 독일, 람슈타인                                              |                                                                            |                                                                            |                                            |                                            |                                                                 |                                                                 | 합동분석학습센터 포르투갈, 리스본                               | 합동분석학습센터 포르투갈, 리스본                               | 합동분석학습센터 포르투갈, 리스본                               | 합동분석학습센터 포르투갈, 리스본                               | 합동분석학습센터 포르투갈, 리스본   | 합동분석학습센터 포르투갈, 리스본   |                            |                            |
|                                                |                                          |                                                                            |                                                                            |                                                                            |                                                                            |                                                                            |                                                                            |                                            |                                            |                                                                 |                                                                 |                                                                 |                                                                 |                                                                 |                                                                 |                                     |                                     |                            |                            |
| 합동해군사령부 영국, 노스우드                  | 합동해군사령부 영국, 노스우드            | 합동해군사령부 영국, 노스우드                                              | 합동해군사령부 영국, 노스우드                                              | 합동해군사령부 영국, 노스우드                                              | 합동해군사령부 영국, 노스우드                                              |                                                                            |                                                                            |                                            |                                            |                                                                 |                                                                 | 합동군사훈련센터 폴란드, 비드고슈치                             | 합동군사훈련센터 폴란드, 비드고슈치                             | 합동군사훈련센터 폴란드, 비드고슈치                             | 합동군사훈련센터 폴란드, 비드고슈치                             | 합동군사훈련센터 폴란드, 비드고슈치 | 합동군사훈련센터 폴란드, 비드고슈치 |                            |                            |
| 합동해군사령부 영국, 노스우드                  | 합동해군사령부 영국, 노스우드            | 합동해군사령부 영국, 노스우드                                              | 합동해군사령부 영국, 노스우드                                              | 합동해군사령부 영국, 노스우드                                              | 합동해군사령부 영국, 노스우드                                              |                                                                            |                                                                            |                                            |                                            |                                                                 |                                                                 | 합동군사훈련센터 폴란드, 비드고슈치                             | 합동군사훈련센터 폴란드, 비드고슈치                             | 합동군사훈련센터 폴란드, 비드고슈치                             | 합동군사훈련센터 폴란드, 비드고슈치                             | 합동군사훈련센터 폴란드, 비드고슈치 | 합동군사훈련센터 폴란드, 비드고슈치 |                            |                            |
|                                                |                                          |                                                                            |                                                                            |                                                                            |                                                                            |                                                                            |                                                                            |                                            |                                            |                                                                 |                                                                 |                                                                 |                                                                 |                                                                 |                                                                 |                                     |                                     |                            |                            |
| 합동육군사령부 튀르키예, 이즈미르              |                                          |                                                                            |                                                                            |                                                                            |                                                                            |                                                                            |                                                                            |                                            |                                            |                                                                 |                                                                 |                                                                 |                                                                 |                                                                 |                                                                 |                                     |                                     |                            |                            |
|                                                |                                          |                                                                            |                                                                            |                                                                            |                                                                            |                                                                            |                                                                            |                                            |                                            |                                                                 |                                                                 |                                                                 |                                                                 |                                                                 |                                                                 |                                     |                                     |                            |                            |
|                                                |                                          |                                                                            |                                                                            |                                                                            |                                                                            |                                                                            |                                                                            |                                            |                                            |                                                                 |                                                                 |                                                                 |                                                                 |                                                                 |                                                                 |                                     |                                     |                            |                            |
| 북대서양조약기구 통신정보서비스국 벨기에, 몽스 |                                          |                                                                            |                                                                            |                                                                            |                                                                            |                                                                            |                                                                            |                                            |                                            |                                                                 |                                                                 |                                                                 |                                                                 |                                                                 |                                                                 |                                     |                                     |                            |                            |
|                                                |                                          |                                                                            |                                                                            |                                                                            |                                                                            |                                                                            |                                                                            |                                            |                                            |                                                                 |                                                                 |                                                                 |                                                                 |                                                                 |                                                                 |                                     |                                     |                            |                            |
|                                                |                                          |                                                                            |                                                                            |                                                                            |                                                                            |                                                                            |                                                                            |                                            |                                            |                                                                 |                                                                 |                                                                 |                                                                 |                                                                 |                                                                 |                                     |                                     |                            |                            |
| 나폴리 연합합동군사령부 이탈리아, 나폴리       |                                          |                                                                            |                                                                            |                                                                            |                                                                            |                                                                            |                                                                            |                                            |                                            |                                                                 |                                                                 |                                                                 |                                                                 |                                                                 |                                                                 |                                     |                                     |                            |                            |
|                                                |                                          |                                                                            |                                                                            |                                                                            |                                                                            |                                                                            |                                                                            |                                            |                                            |                                                                 |                                                                 |                                                                 |                                                                 |                                                                 |                                                                 |                                     |                                     |                            |                            |
|                                                |                                          |                                                                            |                                                                            |                                                                            |                                                                            |                                                                            |                                                                            |                                            |                                            |                                                                 |                                                                 |                                                                 |                                                                 |                                                                 |                                                                 |                                     |                                     |                            |                            |
| 노퍽 합동군사령부 미국, 노퍽                   |                                          |                                                                            |                                                                            |                                                                            |                                                                            |                                                                            |                                                                            |                                            |                                            |                                                                 |                                                                 |                                                                 |                                                                 |                                                                 |                                                                 |                                     |                                     |                            |                            |
|                                                |                                          |                                                                            |                                                                            |                                                                            |                                                                            |                                                                            |                                                                            |                                            |                                            |                                                                 |                                                                 |                                                                 |                                                                 |                                                                 |                                                                 |                                     |                                     |                            |                            |

## 선출
사무총장을 선출하기 위한 공식적인 절차는 없다. 전통적으로 나토 회원국들은 누가 다음에 취임해야 하는지에 대한 합의에 도달하게 된다. 이 절차는 종종 비공식 외교 경로를 통해 이루어지지만 여전히 논란의 여지가 있다. 예로 2009년, 아네르스 포그 라스무센을 사무총장으로 선출한 것에 대한 튀르키예의 반대로 논란이 있었다.
나토의 최고 군사 책임자인 유럽동맹군최고사령관은 전통적으로 미국인, 사무총장은 전통적으로 유럽인이었지만 북대서양 조약에는 이를 규정하는 조항은 따로 없다.

## 사무차장
| #  | 이름                    | 국적     | 임기          |
| -- | ----------------------- | -------- | ------------- |
| 1  | 존케어 반 브레덴부르크  | 네덜란드 | 1952년–1956년 |
| 2  | 바론 아돌프 벤팅크      | 네덜란드 | 1956년–1958년 |
| 3  | 알베리코 카사르디       | 이탈리아 | 1958년–1962년 |
| 4  | 귀도 콜로나 디 팔리아노 | 이탈리아 | 1962년–1964년 |
| 5  | 제임스 A. 로버츠        | 캐나다   | 1964년–1968년 |
| 6  | 오스만 에심 올자이      | 튀르키예 | 1969년–1971년 |
| 7  | 파올로 판사 세드로니오  | 이탈리아 | 1971년–1978년 |
| 8  | 리날도 페트리냐니       | 이탈리아 | 1978년–1981년 |
| 9  | 에릭 다 린              | 이탈리아 | 1981년–1985년 |
| 10 | 마르첼로 귀디           | 이탈리아 | 1985년–1989년 |
| 11 | 아메데오 데 프란치스    | 이탈리아 | 1989년–1994년 |
| 12 | 세르조 발란치노         | 이탈리아 | 1994년–2001년 |
| 13 | 알레산드로 미누토 리조  | 이탈리아 | 2001년–2007년 |
| 14 | 클라우디오 비소니에로   | 이탈리아 | 2007년–2012년 |
| 15 | 알렉산더 버시바우       | 미국     | 2012년–2016년 |
| 16 | 로즈 고트모엘러         | 미국     | 2016년–2019년 |
| 17 | 미르체아 제오아너       | 루마니아 | 2019년–현재   |

## 같이 보기
- 북대서양 조약 기구 군사위원회 위원장
- 유럽동맹군최고사령관

## 참고 사항
1. ↑  디르크 스티커르는 건강 악화로 인해 1년 일찍 자리에서 물러났다.[19]
2. ↑  만프레트 뵈르너가 1994년 8월 13일 암으로 사망하자 사무차장 세르조 발란치노는 지난 몇 달 동안 그의 일상의 책임을 이어받았고 사무총장 직무대행이 되었다.[20]
3. ↑  1980년대 벨기에 내각에서 자신에 대한 뇌물 스캔들이 퍼지자, 윌리 클라에스는 사무총장직을 사임하였다. 사임 후 세르조 발란치노 사무차장은 하비에르 솔라나가 임명될 때까지 사무총장 직무대행을 맡았다.[21]
4. ↑  2003년 1월 조지 로버트스톤은 12월에 사임할 것이라고 발표했다. 야프 더 호프 스헤퍼르가 후임으로 선출되었으나,[22]2004년 1월까지 네덜란드 의회에 대한 헌신을 이유로 취임할 수 없었다.[23] 조지 로버트스톤은 야프 더 호프 스헤퍼르가 준비될 때까지 그의 임기를 연장할 것을 요청 받았으나 거절했고, 그 사이 알레산드로 미누토 리조 사무차장이 그 자리를 이어받았다.
5. ↑  
야프 더 호프 스헤퍼르는 2004년 1월 1일 사무총장으로 임명되었으나[24]2004년 1월 5일까지 취임하지 않았다.[25][26]

## 참고 문헌
1. ↑  NATO Secretary General, NATO.
2. ↑  “The North Atlantic Treaty”.
3. ↑  Ismay, Lord. “NATO-The first 5 years 1949-1954”. 24쪽.
4. ↑  〈15th - 18th May: London〉. 《NATO Final Communiques 1949-1974》. NATO Information Service. 1949. 56쪽.
5. ↑  Ismay, p. 28
6. ↑  Ismay, p. 31
7. ↑  Ismay, p. 37
8. ↑  Ismay, p. 41
9. ↑  Ismay, p.44
10. ↑  Ismay, p.46
11. ↑  Ismay, p. 48
12. ↑  “RESOLUTION ON THE APPOINTEMENT OF LORD ISMAY”.
13. ↑  Daniel, Clifton (1952년 3월 13일). “Ismay Named Civilian Chief of Atlantic Pact Organization”. 《The New York Times》.
14. ↑  Fedder, p. 10
15. ↑  Brosio, p. 39
16. ↑  “Spaak for Ismay”. 《The Washington Post》. 1956년 12월 16일.
17. ↑  〈11th-14th December: Paris〉. 《NATO Final Communiques 1949-1974》. NATO Information Service. 1949. 104쪽.
18. ↑  “President Welcomes NATO Secretary General to the White House”. The White House. 2006년 3월 20일. 2008년 4월 13일에 확인함.
19. ↑  G., D. S. (1963년 6월 21일). “Cox Resignation from AIBS Post Announced by Governing Board”. 《Science》 140 (3573): 1292–1292. doi:10.1126/science.140.3573.1292. ISSN 0036-8075.
20. ↑  “Memorandum, Chief of Station, London to Chief, FDW, Message to JAYHAWK from Ukrainian Team, August 29, 1951, Secret.”. 2022년 10월 1일에 확인함.
21. ↑  “WCBS-TV News/New York Times New York City Poll #2, October 1993”. 1995년 1월 11일. 2022년 10월 1일에 확인함.
22. ↑  “New York Times New York City Poll, January 2003”. 2003년 5월 16일. 2022년 10월 1일에 확인함.
23. ↑  de Hoop Scheffer, Jaap (2021년 4월 12일). 《Interview with Professor Jaap de Hoop Scheffer》. Amsterdam University Press. 28–39쪽.
24. ↑  “New York Times New York City Poll, September 2003”. 2004년 4월 21일. 2022년 10월 1일에 확인함.
25. ↑  “CBS News/New York Times Monthly Poll #1, December 2003”. 2004년 6월 10일. 2022년 10월 1일에 확인함.
26. ↑  “CBS News/New York Times Monthly Poll, January 2004”. 2004년 7월 1일. 2022년 10월 1일에 확인함.
27. ↑  “Claes, Willy, (born 24 Nov. 1938), Secretary General, NATO, 1994–95”. Oxford University Press. 2007년 12월 1일.
28. ↑  Weaver, John Michael (2021). 《Allied Command Operations/Supreme Headquarters Allied Powers Europe (ACO/SHAPE)》. Cham: Springer International Publishing. 35–52쪽. ISBN 978-3-030-68730-4.
29. ↑  “MILITARY COMMAND STRUCTURE”. shape.nato.int. 2020년 10월 7일. 2020년 10월 7일에 확인함.
30. ↑  “Creating a secure and functional rear area : NATO's new JSEC Headquarters”. nato.int. 2020년 10월 9일. 2020년 10월 9일에 확인함.
31. ↑  Kardas, Saban. “Ankara Debates Rasmussen's Candidacy for NATO Secretary-General”. The Jamestown Foundation.
32. ↑  “NATO Secretary General: How is he or she selected and for how long”. 2007년 7월 17일에 원본 문서에서 보존된 문서. 2022년 10월 1일에 확인함.
33. ↑  “NATO Who's who? – Deputy Secretaries General of NATO”. NATO. 2012년 7월 20일에 확인함.

## 인용 문서
- Brosio, Manlio (1969). 《NATO: Facts and Figures》. NATO Information Service.
- Ismay, Hastings (1954). 《NATO: The First Five Years》. NATO.
- Fedder, Edwin (1973). 《NATO:The Dynamics of the Alliance in the Postwar World》. Dodd, Mead & Company. ISBN 0-396-06621-6.
- “Fonds. NATO Secretary General”. NATO.